# Seiko Matsuda Zepp Tour 1999 〜137分33秒の奇跡〜
『Seiko Matsuda Zepp Tour 1999 〜137分33秒の奇跡〜』（セイコ・マツダ・ゼップ・ツアー・ナインティーンナインティーナイン ひゃくさんじゅうななふんさんじゅうさんびょうのきせき）は、松田聖子のライブ・ビデオ。2000年3月29日発売。発売元はマーキュリー・ミュージックエンタテインメント。

## 解説
前年（1999年）10月に行われた初のライブハウス・ツアーの模様を収録したライヴ・ビデオ。

## 収録曲
1. Opening
2. Gone with the rain
3. Believe In Love
4. 未来の花嫁
5. 素敵にOnce Again
6. 大切なあなた
7. Time After time[注 1]
8. Yesterday Once More[注 2]
9. Crazy For You[注 3]
10. 哀しみのボート
11. SWEET MEMORIES
12. あなたのすべてになりたい
13. Request Corner (マイアミ午前5時〜Only My Love〜夏の扉〜制服)
14. あなたに逢いたくて〜Missing You〜
15. 赤いスイートピー